# Granatite
La granatite è una roccia metamorfica compatta, non scistosa, di colore rosso, formata essenzialmente da granato.
Si trova, associata spesso alle serpentiniti, nelle Alpi.